# Kraftskyrkan
Kraftskyrkan var under medeltiden en kyrkolokal för boende i Krafts rote i Lund, nämligen kryptan i Lunds domkyrka. Lund hade på denna tid uppemot ett tjugotal sockenkyrkor, och församlingarna var små. Först efter reformationen i Danmark 1536, efter vilken de flesta sockenkyrkorna i Lund revs, omorganiserades Lunds domkyrkoförsamling till att omfatta större delen av staden Lund med ytterligare nitton församlingar.
Namnet kommer av krypta. En del av den plats som idag är Krafts torg var under medeltiden kyrkogård för Kraftskyrkan. Begravningsplatsen fanns kvar fram till 1816. År 1832 omvandlades kyrkogården till en öppen plats. 
Lunds domkyrkas krypta har, arkitektoniskt sett, i stort sett förblivit orörd sedan 1123. Kryptan kännetecknas av sina många och tätt ställda pelare, vilka skiljer sig mycket från varandra stilmässigt. Mannen bakom utförandet anses vara kyrkans förste arkitekt, Donatus.
Kryptans huvudaltare är det äldsta altaret i Lunds domkyrka. 